# Hazen S. Pingree

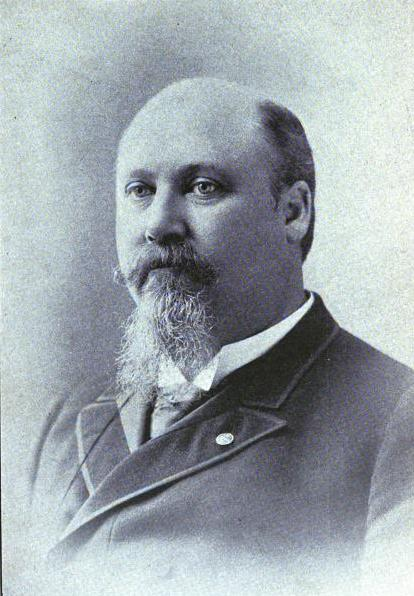
Hazen S. Pingree

Hazen Stuart Pingree (* 30. August 1840 in Denmark, Oxford County, Maine; † 18. Juni 1901 in London) war ein US-amerikanischer Politiker und von 1897 bis 1901 der 24. Gouverneur des Bundesstaates Michigan.

## Frühe Jahre
Hazen Pingree besuchte die örtlichen Schulen seiner Heimat in Maine. Nach der Schule arbeitete er eine Zeitlang in einer Baumwollspinnerei und danach in einer Schuhfabrik. Während des Bürgerkrieges gehörte er einem Artillerieregiment aus Massachusetts an. Er nahm an mehreren Schlachten teil und geriet dabei in Kriegsgefangenschaft. Nach sechs Monaten gelang ihm die Flucht aus einem Gefangenenlager der Konföderierten, worauf er wieder seinem Regiment beitrat.

## Aufstieg in Michigan
Nach Ende des Bürgerkriegs zog Pingree nach Detroit in Michigan. Dort gründete er im Dezember 1866 zusammen mit einem Partner die Schuhfabrik Pingree and Smith Shoe Co. Die Fabrik brannte im Jahr 1887 ab, wurde aber wieder aufgebaut. In den 1890er-Jahren war diese Fabrik einer der größten Schuhhersteller in Michigan. Pingree war Mitglied der Republikanischen Partei und wurde im Jahr 1889 zum Bürgermeister von Detroit gewählt, ein Amt, das er bis 1896 behielt. Dabei kämpfte er gegen die Monopolstellung der Strom- und Gasversorger der Stadt. Er sagte der Korruption bei der Vergabe von Verträgen den Kampf an und setzte sich mit den Fahrpreisen der städtischen Straßenbahn auseinander, die er für zu hoch hielt. Während der wirtschaftlichen Depression von 1893 schuf der Bürgermeister Arbeitsplätze, indem er Schulen, Parks und öffentliche Bäder errichten ließ. Bundesweit erregte sein so genanntes „Potato Patch Plan“-Projekt Aufsehen. Dabei ließ er auf Freiflächen der Stadt Felder anlegen, um Lebensmittel für die Armen zu produzieren.

## Gouverneur von Michigan
Im Jahr 1896 wurde Pingree als republikanischer Kandidat zum neuen Gouverneur von Michigan gewählt. Er trat sein Amt am 1. Januar 1897 an und konnte es nach einer Wiederwahl im Jahr 1898 bis zum 1. Januar 1901 ausüben. Der Versuch, gleichzeitig weiter Bürgermeister von Detroit zu bleiben, wurde vom Obersten Gerichtshof des Landes für unzulässig erklärt. Daher musste er sein Amt in Detroit aufgeben. In seiner vierjährigen Amtszeit als Gouverneur setzte er sich für die Direktwahl der US-Senatoren ein, ein Gesetz, das 1913 durch einen Zusatz zur US-Verfassung bundesweit eingeführt wurde. Die Einkommenssteuergesetze wurden reformiert. Pingree forderte auch eine bessere Besteuerung der Eisenbahngesellschaften. Damals wurde auch der Achtstundentag in Michigan eingeführt.

## Weiterer Lebenslauf
Anfang 1901 begab sich Pingree mit seinem Sohn und dem amerikanischen Vizepräsidenten Theodore Roosevelt auf eine Afrika-Safari. Dabei zog er sich eine Bauchfellentzündung zu, die auf dem Rückweg in London ausbrach. Obwohl sich der Leibarzt von König Edward VII. um den Patienten kümmerte, konnte ihm nicht mehr geholfen werden. Er verstarb im Juni 1901, sechs Monate nach dem Ende seiner Gouverneurszeit, in der britischen Hauptstadt. Hazen Pingree war mit Francis Gilbert verheiratet, mit der er drei Kinder hatte.